# Tarpons
Tarpons (Megalopidae) vormen een familie van vissen uit de orde van de Tarponachtigen (Elopiformes), met één geslacht:  Megalops en twee soorten.
De naam van het geslacht is afgeleid van het Oudgriekse bijvoeglijk naamwoord μέγας, megas, "groot", en het zelfstandig naamwoord ὄψις, opsis, dat "gezicht" betekent.

## Kenmerken
Ze kunnen tot 2,5 meter lang worden en tot 90 kg zwaar worden. 

## Leefwijze
De vissen kunnen in zuurstofarm water atmosferische lucht ademen.

## Verspreiding en leefgebied
De Megalops atlanticus komt voor in de Atlantische Oceaan, terwijl de Megalops cyprinoides in de Indische en Grote Oceaan leeft.
Ze leven langs de kusten en er wordt door sportvissers op gejaagd. 

## Geslacht
- Megalops Lacepède, 1803